# Patinage de vitesse sur piste courte aux Jeux olympiques de 2010
Vous lisez un « bon article » labellisé en 2019.
Navigation
Turin 2006 Sotchi 2014
Les épreuves de patinage de vitesse sur piste courte aux Jeux olympiques de 2010 ont lieu du 13 au 26 février 2010 à Vancouver. Il s'agit de la sixième édition de la discipline aux Jeux olympiques. Elle accueille 109 participants sur huit épreuves.
Wang Meng, déjà titrée une fois en 2006, remporte deux médailles d'or supplémentaires, Zhou Yang prend le titre individuel restant, et l'équipe chinoise dont elles font toutes deux partie gagne également le relais. Chez les hommes, Lee Jung-su remporte les deux distances individuelles longues. Le 500 mètres revient à Charles Hamelin, qui remporte également le relais avec l'équipe canadienne.
Avec sept médailles au total, dont quatre d'or, sur l'ensemble de sa carrière olympique, Wang devient la sportive chinoise la plus médaillée aux Jeux olympiques d'hiver. L'Américain Apolo Ohno réalise le même exploit pour les sportifs américains, dépassant Eric Heiden et Bonnie Blair avec ses trois nouvelles médailles. La Corée du Sud, favorite historique des Jeux avec six titres sur un total de huit épreuves en 2006, est absente de deux podiums mais reste le pays le plus médaillé de la compétition.
Zhou Yang bat le record du monde du 1 000 mètres auparavant détenu par Wang Meng. L'équipe nationale chinoise améliore également son propre record du monde au relais et tous les records olympiques féminins sont aussi améliorés. Les hommes ne battent aucun record du monde, mais améliorent le record olympique des trois distances individuelles.
Enfin, il s'agit de la première édition du patinage de vitesse sur piste courte aux Jeux olympiques dans un pays où la discipline est largement populaire. Au Canada, le pic d’audience pour l'ensemble des Jeux olympiques est d'ailleurs atteint pour les finales du 1 000 m masculin.

## Préparation de l'événement

### Désignation du pays hôte

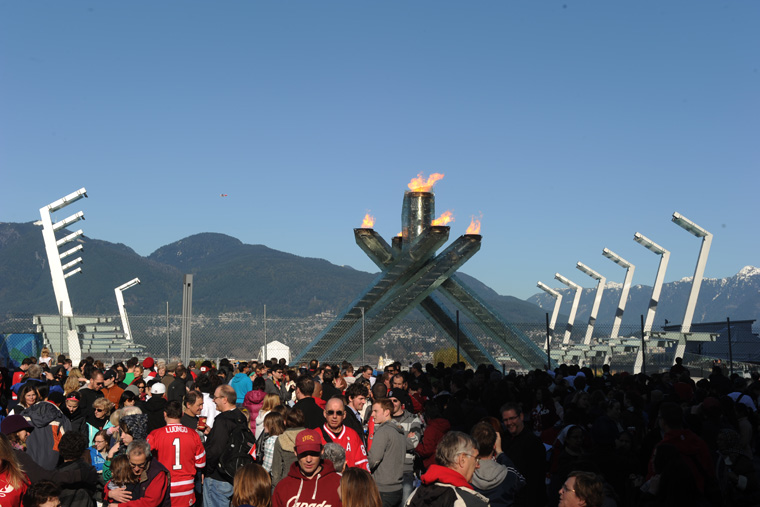
La vasque olympique de Vancouver le 22 février 2010.

L'idée d'une candidature de Vancouver pour accueillir les Jeux olympiques d'hiver apparaît pour la première fois lors des Jeux de 1960 à Squaw Valley.
Soutenue par des associations commerciales et des personnalités politiques locales, une candidature de Vancouver et Whistler est déposée pour accueillir les Jeux d'hiver de 2010. Les villes de Calgary et de Québec sont elles aussi candidates, mais en décembre 1998, le Comité olympique canadien choisit Vancouver-Whistler comme candidat canadien auprès du CIO pour la tenue des Jeux de 2010. Sept autres villes sont également candidates : Andorre-la-Vieille en Andorre, Berne en Suisse, Harbin en Chine, Jaca en Espagne, Pyeongchang en Corée du Sud, Salzbourg en Autriche et Sarajevo en Bosnie-Herzégovine. Le 28 août 2002, le CIO annonce que les villes de Pyeongchang, Salzbourg, Berne et Vancouver sont désignées comme finalistes, après examen des dossiers des villes requérantes. Berne retire sa candidature à l'automne 2002 après un plébiscite au cours duquel la population locale s'exprime contre l'organisation des Jeux. Le 2 juillet 2003, pendant la 115e session du CIO à Prague, en République tchèque, les Jeux olympiques d'hiver de 2010 sont attribués à Vancouver, qui devance Pyeongchang par 56 voix contre 53 au deuxième tour.

### Lieu de la compétition

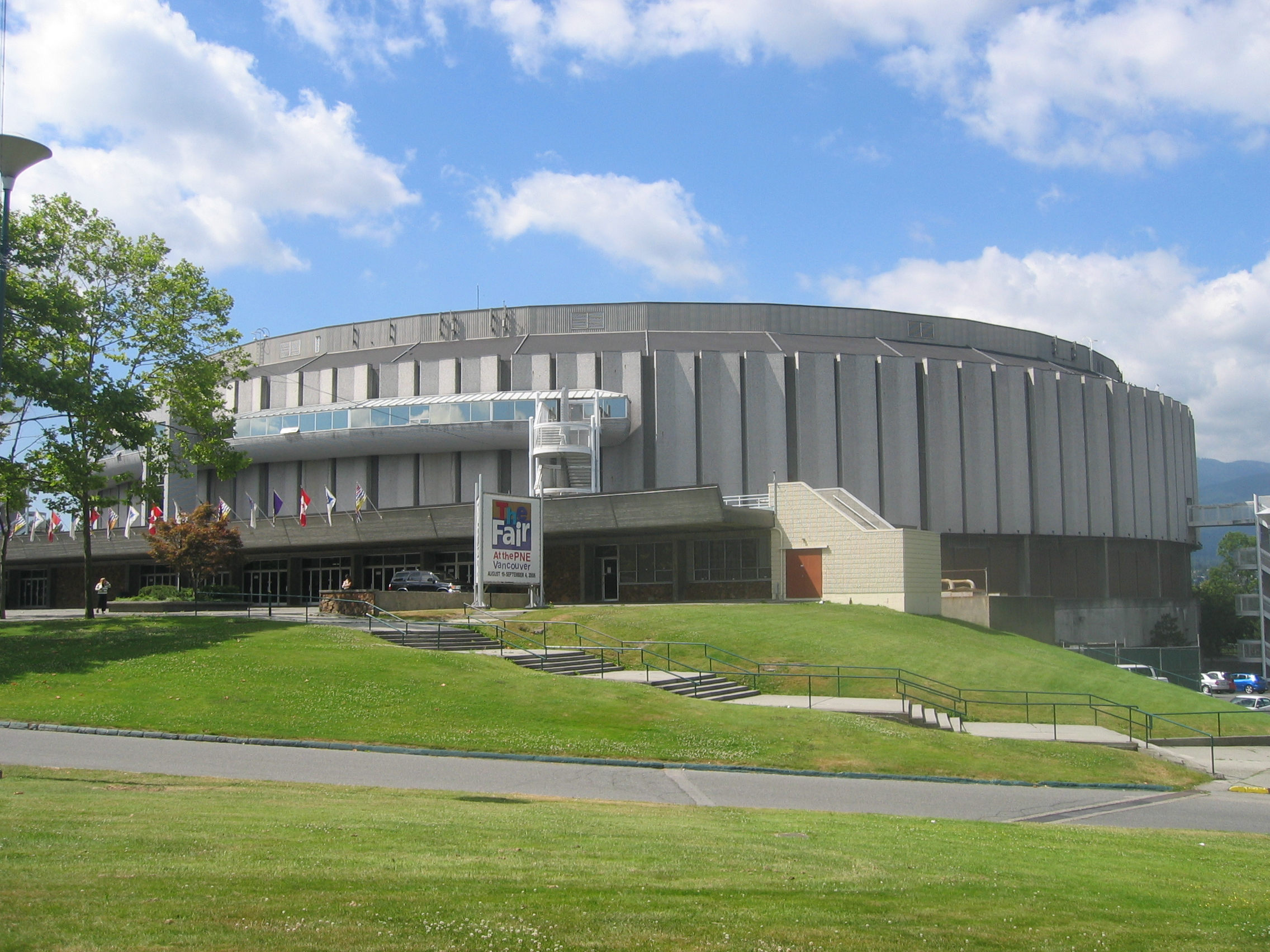
Le Pacific Coliseum de Vancouver.

Le Pacific Coliseum de Vancouver n'est pas construit à l'occasion des Jeux olympiques. Au moment de la candidature de la ville, il accueille déjà une foire annuelle visitée par environ 60 000 personnes par jour d'activité et est desservi par plusieurs lignes de transports en commun.
Les travaux se terminent en août 2007 et sont financés par le gouvernement du Canada et le gouvernement de Colombie-Britannique à hauteur de 20,4 millions de dollars canadiens.
Une fois les travaux de préparation réalisés, l'endroit peut accueillir 14 200 spectateurs.

### Officiels
La liste des officiels de la compétition est établie par l'ISU.
- Chang Myong-hi, responsable technique
- Gyorgy Martos, responsable technique
- James Hewish, juge-arbitre des épreuves féminines
- Ken Pendrey, assistant juge des épreuves féminines
- Nina Herz, assistante juge des épreuves féminines
- Per-Olof Pehrsson, assistant juge des épreuves féminines
- Weihua Bian, assistant juge des épreuves féminines
- Guy Marcoux, starter des épreuves féminines
- Daan Brand, competitor stewart des épreuves féminines
- Michel Verreault, juge-arbitre des épreuves masculines
- Tim Quinn, juge assistant des épreuves masculines
- Gérard Matusalem, juge assistant des épreuves masculines
- Lidia Olcon, juge assistante des épreuves masculines
- Pyun Hae-gang, juge assistant des épreuves masculines
- Yoon Won-ho, starter des épreuves masculines
- Franca Merz, competitor stewart des épreuves masculines
- Hiroya Sakai, médecin en chef

## Participants
| Pays               | Femmes | Hommes | Total |
| ------------------ | ------ | ------ | ----- |
| Allemagne          | 1      | 5      | 6     |
| Australie          | 1      | 1      | 2     |
| Autriche           | 1      |        | 1     |
| Belgique           |        | 1      | 1     |
| Bulgarie           | 2      | 1      | 3     |
| Canada             | 5      | 5      | 10    |
| Chine              | 5      | 5      | 10    |
| Corée du Sud       | 5      | 5      | 10    |
| États-Unis         | 5      | 5      | 10    |
| France             | 2      | 5      | 7     |
| Hong Kong          | 1      |        | 1     |
| Hongrie            | 5      | 2      | 7     |
| Italie             | 5      | 5      | 10    |
| Japon              | 5      | 3      | 8     |
| Kazakhstan         |        | 1      | 1     |
| Lettonie           |        | 1      | 1     |
| Nouvelle-Zélande   |        | 1      | 1     |
| Pays-Bas           | 5      | 2      | 7     |
| Pologne            | 2      | 1      | 3     |
| République tchèque | 1      |        | 1     |
| Roumanie           | 1      |        | 1     |
| Royaume-Uni        | 2      | 5      | 7     |
| Russie             | 3      | 2      | 5     |

La presse sud-coréenne observe que l'équipe nationale féminine n'est pour la première fois pas favorite des Jeux olympiques : les Chinoises ont un meilleur niveau pendant la saison de Coupe du monde, inquiétant la sélection coréenne. Chez les hommes, les Coréens restent cependant favoris.
Dans l'équipe italienne, le vétéran Fabio Carta prend sa retraite avant la saison olympique. Au sein de l'équipe américaine, le vétéran Apolo Ohno est pressenti pour une médaille. Il est accompagné entre autres de J.R. Celski, un patineur de 19 ans qualifié malgré une chute en septembre 2009 où il se coupe la cuisse droite jusqu'à l'os. Le relais masculin français est qualifié pour la première fois de l'histoire olympique.

## Déroulement de la compétition

### Programme
| Calendrier des épreuves de short-track | Calendrier des épreuves de short-track | Calendrier des épreuves de short-track | Calendrier des épreuves de short-track | Calendrier des épreuves de short-track | Calendrier des épreuves de short-track | Calendrier des épreuves de short-track | Calendrier des épreuves de short-track | Calendrier des épreuves de short-track | Calendrier des épreuves de short-track | Calendrier des épreuves de short-track | Calendrier des épreuves de short-track | Calendrier des épreuves de short-track | Calendrier des épreuves de short-track | Calendrier des épreuves de short-track | Calendrier des épreuves de short-track | Calendrier des épreuves de short-track | Calendrier des épreuves de short-track | Calendrier des épreuves de short-track |
| Février 2010                           | Février 2010                           | 12                                     | 13                                     | 14                                     | 15                                     | 16                                     | 17                                     | 18                                     | 19                                     | 20                                     | 21                                     | 22                                     | 23                                     | 24                                     | 25                                     | 26                                     | 27                                     | 28                                     |
| -------------------------------------- | -------------------------------------- | -------------------------------------- | -------------------------------------- | -------------------------------------- | -------------------------------------- | -------------------------------------- | -------------------------------------- | -------------------------------------- | -------------------------------------- | -------------------------------------- | -------------------------------------- | -------------------------------------- | -------------------------------------- | -------------------------------------- | -------------------------------------- | -------------------------------------- | -------------------------------------- | -------------------------------------- |
| Hommes                                 | 500 m                                  |                                        |                                        |                                        |                                        |                                        |                                        |                                        |                                        |                                        |                                        |                                        |                                        |                                        |                                        | F                                      |                                        |                                        |
| Hommes                                 | 1 000 m                                |                                        |                                        |                                        |                                        |                                        |                                        |                                        |                                        | F                                      |                                        |                                        |                                        |                                        |                                        |                                        |                                        |                                        |
| Hommes                                 | 1 500 m                                |                                        | F                                      |                                        |                                        |                                        |                                        |                                        |                                        |                                        |                                        |                                        |                                        |                                        |                                        |                                        |                                        |                                        |
| Hommes                                 | Relais 5 000 m                         |                                        |                                        |                                        |                                        |                                        |                                        |                                        |                                        |                                        |                                        |                                        |                                        |                                        |                                        | F                                      |                                        |                                        |
| Femmes                                 | 500 m                                  |                                        |                                        |                                        |                                        |                                        | F                                      |                                        |                                        |                                        |                                        |                                        |                                        |                                        |                                        |                                        |                                        |                                        |
| Femmes                                 | 1 000 m                                |                                        |                                        |                                        |                                        |                                        |                                        |                                        |                                        |                                        |                                        |                                        |                                        |                                        |                                        | F                                      |                                        |                                        |
| Femmes                                 | 1 500 m                                |                                        |                                        |                                        |                                        |                                        |                                        |                                        |                                        | F                                      |                                        |                                        |                                        |                                        |                                        |                                        |                                        |                                        |
| Femmes                                 | Relais 3 000 m                         |                                        |                                        |                                        |                                        |                                        |                                        |                                        |                                        |                                        |                                        |                                        |                                        | F                                      |                                        |                                        |                                        |                                        |

|  | Jour de l'épreuve |

### Cérémonie d'ouverture

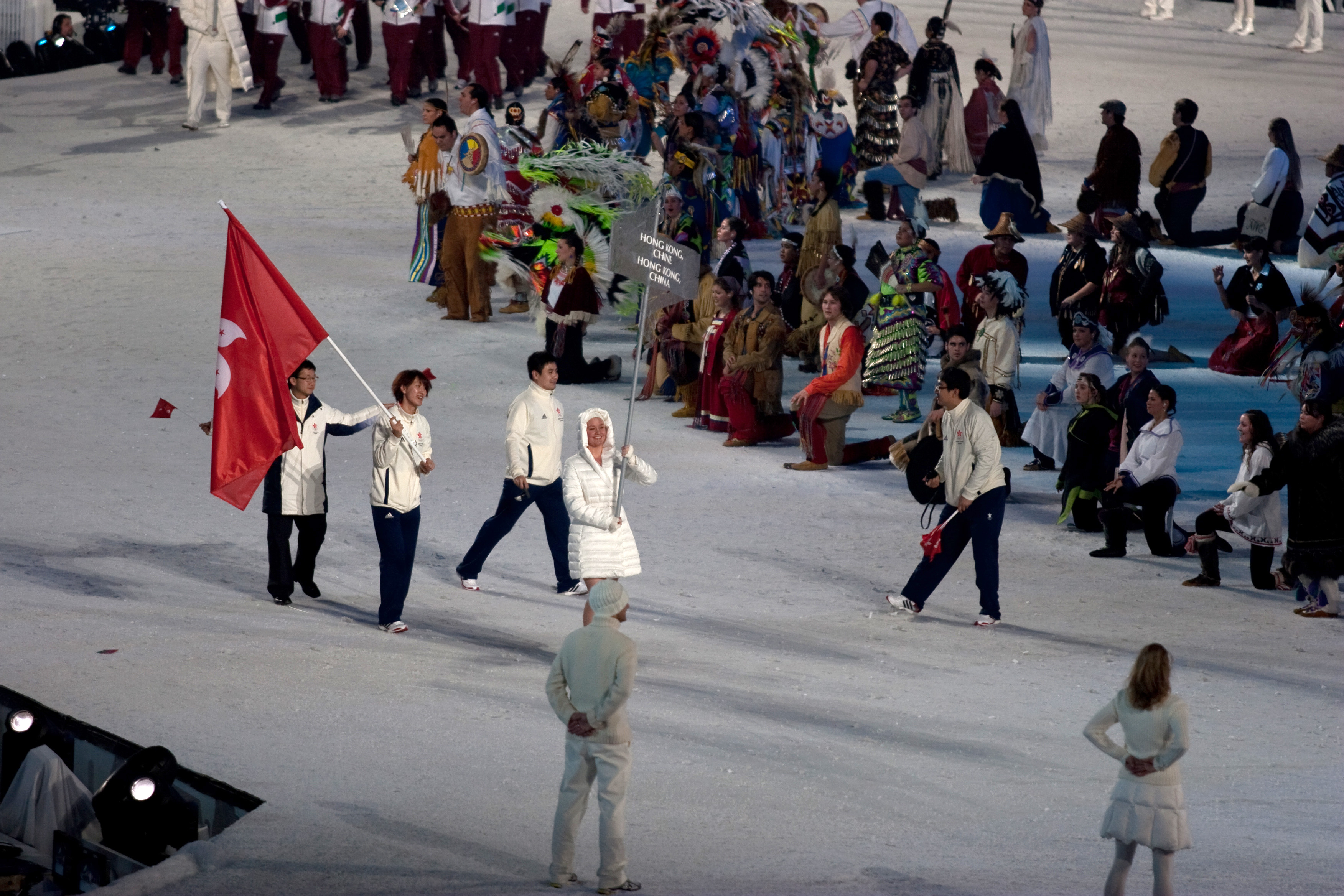
Han Yueshang, porteuse du drapeau de Hong Kong.

Les cérémonies d'ouverture des Jeux olympiques incluent un porte-drapeau par pays et habituellement quelques patineurs parmi eux. Lors de la cérémonie d'ouverture des Jeux olympiques de 2010, une seule porte-drapeau est une patineuse de vitesse sur piste courte, la Hongkongaise Han Yueshang.

### Compétition féminine

#### 500 mètres

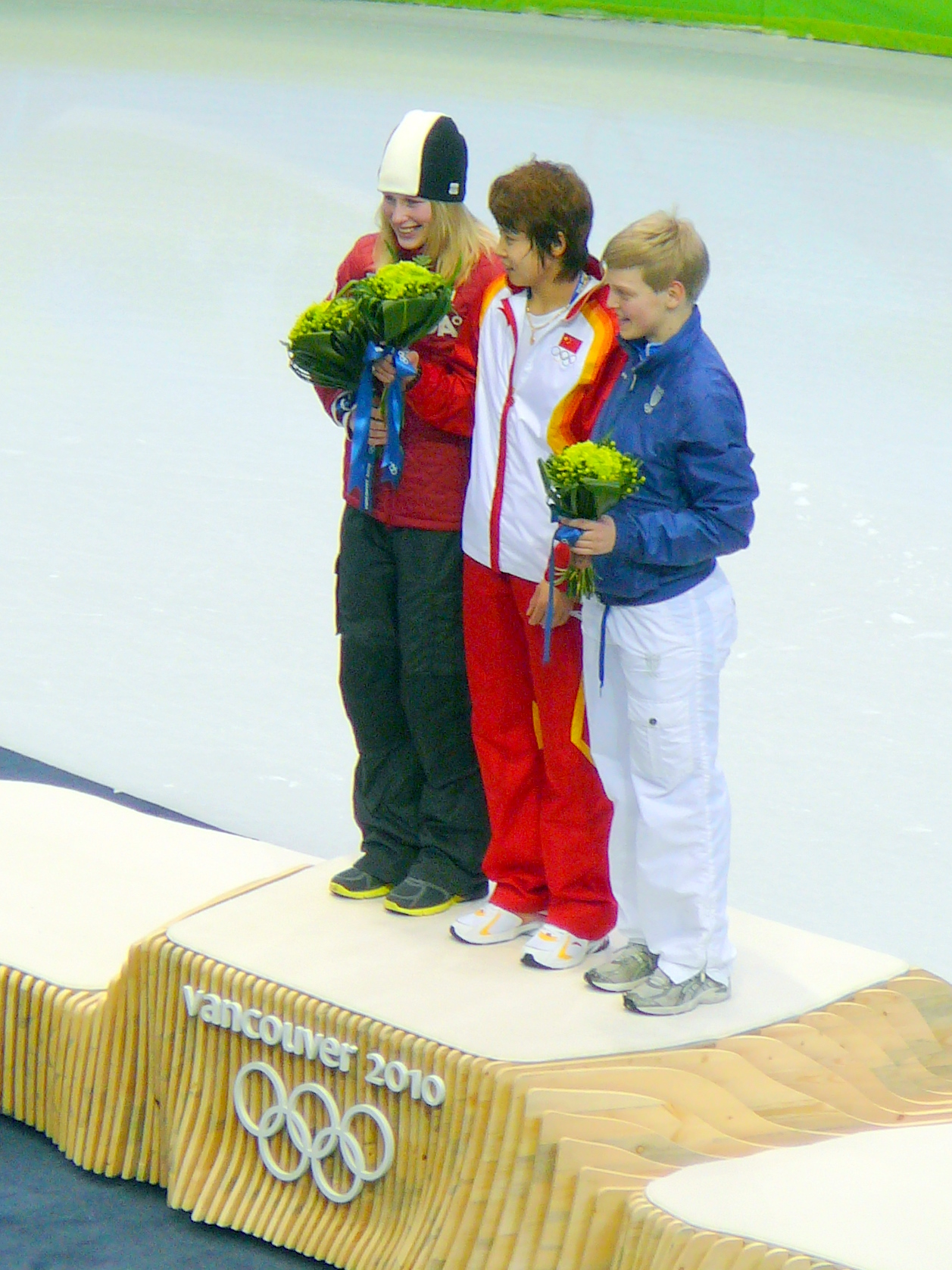
Remise des médailles du 500 mètres féminin : de gauche à droite, Marianne St-Gelais, Wang Meng et Arianna Fontana.

Dans la première série éliminatoire du 500 mètres, Katherine Reutter remporte sa course devant Cho Ha-ri, éliminant Stéphanie Bouvier et Aika Klein. Marianne St-Gelais et Sarah Lindsay sont les prochaines qualifiées. Les suivantes sont Wang Meng, qui bat au passage le record olympique avec un temps de 43 s 926 devant la Tchèque Kateřina Novotná, tandis que la Polonaise Patrycja Maliszewska est victime d'une chute. De même, Martina Valcepina tombe dans la course suivante, laissant la qualification à Lee Eun-byul et Jessica Gregg. Arianna Fontana remporte sa course devant Alyson Dudek, puis Zhou Yang et Kalyna Roberge s'assurent une place en quart de finale. Dans l'avant-dernière course, Marina Georgieva-Nikolova est disqualifiée, Park Seung-hi et Elise Christie passent en quart de finale. Enfin, la dernière course voit la qualification d’Evgenia Radanova et de Véronique Pierron.
Dans le premier quart de finale, Park Seung-hi est disqualifiée pour faute. Katherine Reutter se qualifie devant Kalyna Roberge. La deuxième course voit la disqualification de la Britannique Sarah Lindsay, tandis que Wang Meng et Jessica Gregg passent en demi-finale, la première battant son propre record du tour précédent avec un temps de 43 s 284, nouveau record olympique. Zhou Yang se qualifie ensuite devant Arianna Fontana. Dans la dernière course, Véronique Pierron chute ; Marianne St-Gelais et Lee Eun-byul passent en demi-finale. Les deux patineuses britannique Sarah Lindsay et Elise Christie remettent en cause le jugement qui les élimine : Sarah Lindsay estime ne pas être responsable de la faute et dit qu'elle aurait dû avoir été avancée, tandis qu'Elise Christie affirme qu'un choc de lames qui l'a laissée en troisième place devrait être considéré comme une faute de sa concurrente coréenne.
Dans la première demi-finale, Jessica Gregg et Arianna Fontana s'assurent une place en finale A alors que Zhou Yang et Katherine Reutter sont envoyées en finale B. Dans la seconde, Wang Meng remporte à nouveau sa course avec un record olympique à 42 s 985 devant Marianne St-Gelais. Kalyna Roberge et Lee Eun-byul partent en finale B.
Wang Meng remporte la compétition devant Marianne St-Gelais et Arianna Fontana. Elle affirme ensuite avoir dû sauter l'entraînement la veille en raison d'un mal de gorge dû à un rhume, tandis que Marianne St-Gelais obtient l'argent le jour même de ses vingt ans.

#### 1 000 mètres

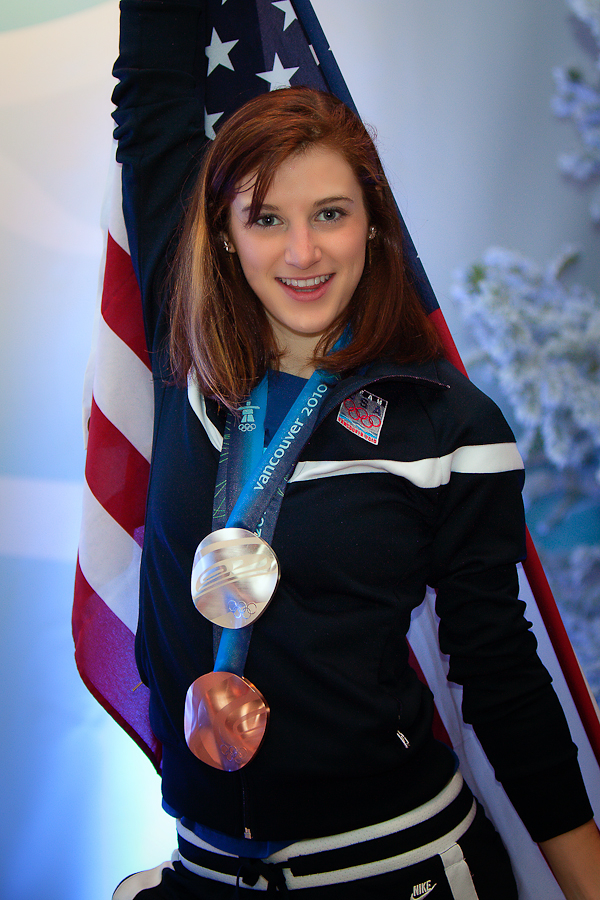
Katherine Reutter avec ses médailles olympiques.

Sur quatre coureuses dans la première série éliminatoire, deux sont disqualifiées pour faute, Allison Baver et Jorien ter Mors. Restent Park Seung-hi et Tania Vicent, qui passent en quarts de finale par défaut. Kalyna Roberge remporte la deuxième course devant Bernadett Heidum alors que Kateřina Novotná chute. Dans la troisième course, Liesbeth Mau Asam est disqualifiée ; Tatiana Borodulina et Mika Ozawa passent en quarts de finale. Les prochaines qualifiées sont Jessica Gregg et Arianna Fontana. Dans la course suivante, Katherine Reutter fixe un nouveau record olympique en 1 min 30 s 508 devant Sun Linlin. Cho Ha-ri et Stéphanie Bouvier passent au tour suivant, puis c'est au tour de Wang Meng et Annita van Doorn. Enfin, Zhou Yang et Paula Bzura passent en quarts de finale - en raison d'une faute d’Erika Huszar, Aika Klein est également avancée par les juges.
Park Seung-hi remporte le premier quart de finale devant la Canadienne Kalyna Roberge. Zhou Yang bat ensuite à son tour le record olympique avec un temps de 1 min 29 s 849 devant Jessica Gregg. Dans la course suivante, Tania Vicent est disqualifiée pour faute alors que Katherine Reutter et Cho Ha-ri passent en demi-finale, rejointes par Wang Meng et Tatiana Borodulina.
Dans la première demi-finale, Zhou Yang l'emporte avec un record du monde en 1 min 29 s 049. Il s'agit du seul record du monde individuel battu pendant les Jeux olympiques de 2010. Park Seung-hi s'assure aussi une place en finale, alors que Borodulina et Gregg partent en finale B. La deuxième demi-finale revient à Katherine Reutter, devant Wang Meng, jusque-là titulaire du record du monde. Kalyna Roberge et Cho Ha-ri vont en finale B. Tatiana Borodulina finit septième de la compétition et affirme ne pas avoir su tenir la pression.
Zhou Yang est disqualifiée en finale. C'est sa compatriote Wang Meng qui remporte la distance devant l'Américaine Katherine Reutter et la Coréenne Park Seung-hi.

#### 1 500 mètres

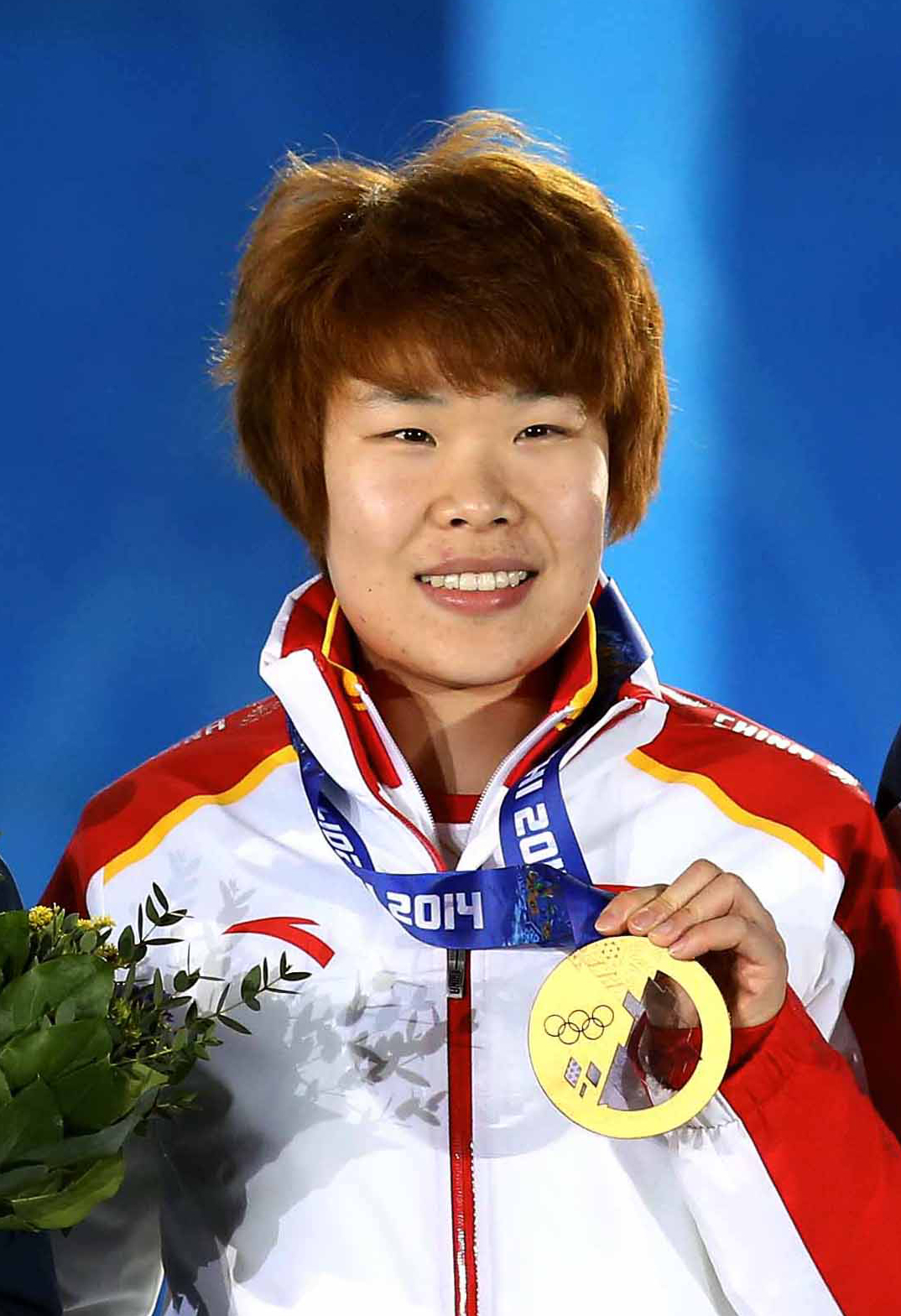
Zhou Yang, championne olympique du 1500 m, aux Jeux olympiques de Sotchi en 2014.

Trois coureuses passent au tour suivant au lieu de deux au 1 500 mètres. Dans la première série éliminatoire, ce sont Sun Linlin, Tania Vicent et Nina Yevteyeva. La deuxième course voit la qualification de Park Seung-hi, Zhou Yang et Katerina Novotna. C'est ensuite au tour de Wang Meng, Katherine Reutter et Valérie Maltais. Dans la quatrième course, Cho Ha-ri finit en tête, devant Kalyna Roberge et Evgenia Radanova. La cinquième course voit la disqualification de Mika Ozawa et de Paula Bzura, tandis qu’Arianna Fontana, Tatiana Borodulina et Erika Huszar passent en demi-finale. Enfin, dans la dernière course, Rózsa Darázs et Aika Klein sont disqualifiées pour faute, Allison Baver avancée par les juges, et Lee Eun-byul, Hiroko Sadakane et Marina Georgieva-Nikolova passent en demi-finale avec elle.
Dans la première demi-finale, Lee Eun-byul l'emporte devant Tania Vicent ; toutes deux passent en finale A, tandis que Sun Linlin et Hiroko Sadakane passent en finale B. Dans la deuxième course, Wang Meng est disqualifiée pour faute et Cho Ha-ri et Katherine Reutter sont avancées en finale A avec les deux premières de la course, Erika Huszar et Evgenia Radanova. Dans la troisième course, Park Seung-hi bat le record olympique en 2 min 20 s 859 devant Zhou Yang. Katerina Novotna est disqualifiée pour faute, Arianna Fontana et Tatiana Borodulina passent en finale B.
Zhou Yang remporte la finale avec un nouveau record olympique en 2 min 16 s 993, devant les Coréennes Lee Eun-byul et Park Seung-hi. Viennent ensuite Katherine Reutter, Cho Ha-Ri, Erika Huszar, Evgenia Radanova et Tania Vicent, qui a chuté.

#### Relais
En demi-finale du relais, l'équipe coréenne (Cho Ha-ri, Kim Min-jung, Lee Eun-byul et Park Seung-hi) remporte la course devant les Américaines (Kimberly Derrick, Alyson Dudek, Lana Gehring, Katherine Reutter). Les Néerlandaises arrivent troisième, les Italiennes ferment la marche en raison d'une chute. L'équipe italienne n'inclut pas Arianna Fontana, qui faisait partie de l'équipe médaillée de bronze en 2006 et est la seule médaillée individuelle du pays en 2010, un choix très critiqué par les fans italiens. Dans la deuxième course, les Chinoises (Sun Linlin, Wang Meng, Zhang Hui et Zhou Yang) gagnent avec un nouveau record olympique en 4 min 8 s 797, l'emportant sur les Canadiennes (Jessica Gregg, Kalyna Roberge, Marianne St-Gelais, Tania Vicent). Les Japonaises et les Hongroises partent en finale B.
En finale du relais, les Coréennes arrivent en première position. Le juge James Hewish prend cependant la décision de les disqualifier pour faute sur une patineuse chinoise. En patinage de vitesse sur piste courte, il n'y a pas de justification des décisions par le juge, et une polémique naît car aucun ralenti ne permet d'identifier une faute explicite. Les patineuses coréennes affirment ne pas comprendre le motif de leur disqualification. L'Union internationale de patinage interdit finalement à Hewish de juger les courses suivantes de la compétition. Hewish, déjà responsable de la disqualification douteuse d'un patineur sud-coréen aux Jeux olympiques de 2002, reçoit à nouveau des menaces de mort de spectateurs coréens. Il est placé sous protection policière.
Les Chinoises remportent officiellement la course en battant le record du monde en 4 min 6 s 610, devant le Canada et les États-Unis. Les Américaines ont remplacé Kimberly Derrick par Allison Baver pour la finale.

### Compétition masculine

#### 500 mètres

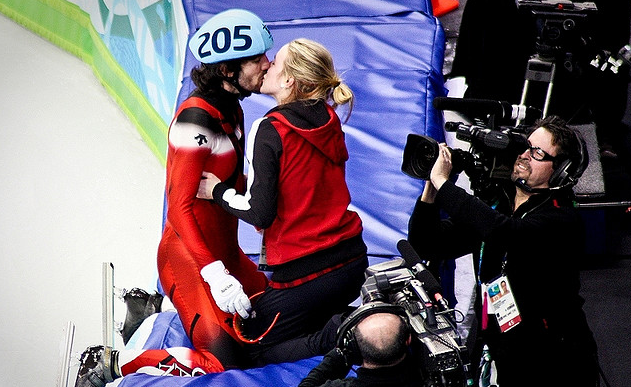
Après sa victoire, Charles Hamelin embrasse sa petite amie et coéquipière Marianne St-Gelais.

Sung Si-bak remporte sa course devant Niels Kerstholt et tous deux passent en quarts de finale. La deuxième course revient à Lee Ho-suk, devant l'Américain Simon Cho. Jordan Malone chute dans la troisième course ; Kwak Yoon-gy et Pieter Gysel passent en quarts de finale, suivis par Charles Hamelin et Jon Eley. Thibaut Fauconnet remporte sa course devant Tyson Heung, tandis que Liang Wenhao est disqualifié pour faute. Yuri Confortola chute à son tour dans la course suivante. François-Louis Tremblay remporte la série avec un record olympique en 41 s 397 devant Haralds Silovs. Dans la cinquième course, le Kazakh Aidar Bekzhanov est disqualifié pour faute et Apolo Ohno et Olivier Jean se qualifient, suivis de Han Jialiang et Jumpei Yoshizawa dans la dernière course.
Dans le premier quart de finale, Charles Hamelin fixe un nouveau record olympique en 40 s 770 devant Sung Si-bak. Jon Eley et Apolo Ohno se qualifient ensuite alors que Tyson Heung et Thibaut Fauconnet chute ; Heung est avancé en demi-finale. Lee Ho-suk finit devant Olivier Jean ; enfin, François-Louis Tremblay se qualifie devant Kwak Yoon-gy.

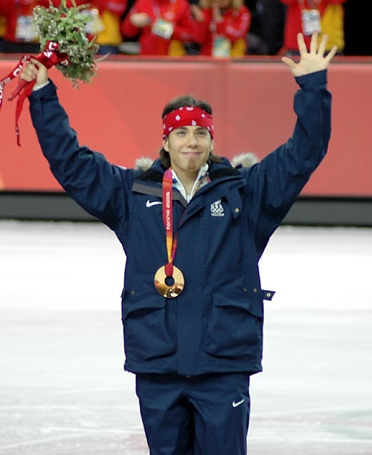
Apolo Ohno avec sa médaille de bronze.

Olivier Jean est disqualifié en demi-finale de la distance, tandis que Charles Hamelin remporte la course devant Sung Si-bak. Dans la course suivante, Lee Ho-suk tombe, laissant la place en finale à Apolo Ohno et François-Louis Tremblay.
En finale, Sung Si-bak chute. Ohno est en quatrième position dans le dernier virage et fait tomber François-Louis Tremblay en le dépassant, passant ainsi la ligne d'arrivée en deuxième position. Ohno est disqualifié pour faute, ce qu'il accepte en souriant aux caméras, et le podium revient à Charles Hamelin, Sung Si-bak et François-Louis Tremblay.
Apolo Ohno est disqualifié pour faute lors de la finale ; le podium revient à Charles Hamelin, Sung Si-bak et François-Louis Tremblay. Les patineurs canadiens, au nombre de deux sur le podium, sont présentés comme les grands gagnants de la journée par la presse internationale. Ohno s'élève contre sa disqualification et critique le juge canadien, affirmant qu'il a voulu donner l'avantage à son compatriote. Il ne passe cependant pas à l'acte et ne dépose pas de recours en appel.

#### 1 000 mètres
Charles Hamelin remporte le premier tour de qualifications devant Sjinkie Knegt. Dans la deuxième course, François Hamelin, frère de Charles, passe en quarts de finale avec l'Allemand Tyson Heung. La course suivante voit la disqualification de Maxime Châtaignier pour faute et l'avancement de Nicola Rodigari aux côtés de Sung Si-bak, qui bat le record olympique en 1 min 24 s 245, et Blake Skjellerup. Les suivants sont Han Jialiang, Nicolas Bean, Yuri Confortola et Thibaut Fauconnet. Apolo Ohno et Liang Wenhao passent ensuite, puis c'est au tour de Lee Jung-su et de J.R. Celski. Enfin viennent Lee Ho-suk et Haralds Silovs.
Charles Hamelin et Apolo Ohno se qualifient pour la demi-finale dans leur première course. Viennent ensuite Lee Jung-su et Han Jialiang, tandis que Nicola Rodigari est disqualifié. Dans la troisième course, la plus rapide, Sun Si-bak et J.R. Celski terminent avec une avance confortable sur leurs adversaires. Enfin, Lee Ho-suk et François Hamelin passent en demi-finales.
La première demi-finale voit la qualification des homonymes et compatriotes Lee Ho-suk et Lee Jung-su. François Hamelin est avancé à la suite d'une faute de J.R. Celski, disqualifié. Dans la deuxième course, il n'y a ni chute ni disqualification : Apolo Ohno remporte la course devant Charles Hamelin tandis que Sung Si-bak et Han Jialiang doivent courir la finale B à deux.
Lee Jung-su remporte la compétition avec un record olympique en 1 min 23 s 747 devant Lee Ho-suk, tandis qu’Apolo Ohno prend le bronze. Les frères Hamelin, en tête pendant la majeure partie de la course mais ayant adopté un rythme de départ beaucoup trop élevé, s'épuisent avant la fin et échouent au pied du podium. La défaite de Charles Hamelin, en particulier, choque les spectateurs canadiens : il fait en effet partie des favoris de la distance, classé troisième mondial de la saison et titulaire du record du monde. Il explique son erreur de stratégie par le stress. Avec sa médaille, Apolo Ohno devient le sportif américain le plus médaillé aux Jeux olympiques, tous sports confondus, surpassant la patineuse de vitesse sur piste longue Bonnie Blair dont le record était de six médailles. Il estime qu'il aurait pu gagner la course s'il n'avait pas perdu l'équilibre au cours d'un dépassement à deux tours et demi de l'arrivée.

#### 1 500 mètres
Olivier Jean remporte la première série éliminatoire devant Lee Ho-suk et Liu Xianwei : les trois coureurs se qualifient pour les demi-finales. Dans la course suivante, Jordan Malone est disqualifié pour faute sur Jumpei Yoshizawa, qui est avancé par les juges, alors que Liang Wenhao, Charles Hamelin et Sebastian Praus s'assurent une place en demi-finale. Dans la troisième course, Lee Jung-su bat le record olympique avec un temps de 2 min 12 s 380 devant J.R. Celski et Nicola Rodigari. Viennent ensuite Yuri Confortola, Sjinkie Knegt et Jack Whelbourne. Dans la cinquième course, Guillaume Bastille est disqualifié pour avoir fait tomber Jean-Charles Mattei, avancé en demi-finale auprès de Apolo Ohno, Pieter Gysel et Péter Darázs. Enfin, Maxime Châtaignier est disqualifié pour faute sur Niels Kerstholt, qui est avancé au tour suivant, tandis que se qualifient Sung Si-bak, Haralds Silovs et Takahiro Fujimoto.
En demi-finale, Lee Jung-su bat à nouveau le record olympique avec un temps de 2 min 10 s 949, devant Apolo Ohno. Ils passent tous deux en finale A, tandis que Charles Hamelin et Nicola Rodigari partent en finale B. Dans la deuxième course, Lee Ho-suk l'emporte devant Liang Wenhao. Jean-Charles Mattei et Olivier Jean tombent ensemble et Olivier Jean passe en finale sur décision du juge, tandis que Sebastian Praus et Pieter Gysel passent en finale B. Dans la dernière course, Sung Si-bak et J.R. Celski se qualifient pour la finale A, Yuri Confortola et Haralds Silovs pour la finale B.
En finale, Sung Si-bak et Liang Wenhao tombent et Lee Ho-suk est disqualifié pour avoir fait tomber son coéquipier lors du dernier tour de la course,. Restent, dans l'ordre, Lee Jung-su, Apolo Ohno, J.R. Celski et Olivier Jean. Lee Jung-su représente la Corée du Sud et étant un favori de la compétition, sa victoire ne crée pas de surprise particulière.

#### Relais
La Corée du Sud (Kim Seoung-Il, Kwak Yoon-gy, Lee Ho-suk, Sung Si-bak) remporte de loin sa demi-finale devant les Américains (J.R. Celski, Simon Cho, Travis Jayner, Apolo Ohno). Les Italiens sont disqualifiés pour faute sur les Français (Maxime Châtaignier, Thibaut Fauconnet, Benjamin Macé, Jean-Charles Mattei) qui sont avancés en finale par les juges, bien qu'ils soient loin d'être favoris de la compétition. Dans la deuxième demi-finale, les Chinois (Han Jialiang, Liu Xianwei, Ma Yunfeng, Song Weilong) battent de neuf centièmes de seconde le Canada (Charles Hamelin, Guillaume Bastille, François-Louis Tremblay et Olivier Jean), envoyant les Allemands et les Britanniques en finale B.
En finale, les Français, qui ont remplacé Benjamin Macé par Jérémy Masson, tombent à nouveau, mais sans faute : il n'y a aucune disqualification dans la course. Les Canadiens remportent la compétition, avec François Hamelin remplaçant Guillaume Bastille, devant les Coréens qui ont remplacé Kim Seoung-Il par Lee Jung-su. Les Américains prennent le bronze tandis que la Chine échoue au pied du podium.

## Podiums

### Hommes
| Épreuves       | Or                                                                           | Argent                                                       | Bronze                                                        |
| -------------- | ---------------------------------------------------------------------------- | ------------------------------------------------------------ | ------------------------------------------------------------- |
| 500 m          | Charles Hamelin (CAN)                                                        | Sung Si-bak (KOR)                                            | François-Louis Tremblay (CAN)                                 |
| 1 000 m        | Lee Jung-su (KOR)                                                            | Lee Ho-suk (KOR)                                             | Apolo Ohno (USA)                                              |
| 1 500 m        | Lee Jung-su (KOR)                                                            | Apolo Ohno (USA)                                             | J.R. Celski (USA)                                             |
| Relais 5 000 m | Canada Charles Hamelin François Hamelin Olivier Jean François-Louis Tremblay | Corée du Sud Kwak Yoon-gy Lee Ho-suk Lee Jung-su Sung Si-bak | États-Unis J.R. Celski Travis Jayner Jordan Malone Apolo Ohno |

### Femmes
| Épreuves       | Or                                             | Argent                                                              | Bronze                                                               |
| -------------- | ---------------------------------------------- | ------------------------------------------------------------------- | -------------------------------------------------------------------- |
| 500 m          | Wang Meng (CHN)                                | Marianne St-Gelais (CAN)                                            | Arianna Fontana (ITA)                                                |
| 1 000 m        | Wang Meng (CHN)                                | Katherine Reutter (USA)                                             | Park Seung-hi (KOR)                                                  |
| 1 500 m        | Zhou Yang (CHN)                                | Lee Eun-byul (KOR)                                                  | Park Seung-hi (KOR)                                                  |
| Relais 3 000 m | Chine Sun Linlin Wang Meng Zhang Hui Zhou Yang | Canada Jessica Gregg Kalyna Roberge Marianne St-Gelais Tania Vicent | États-Unis Allison Baver Alyson Dudek Lana Gehring Katherine Reutter |

## Tableau des médailles
| Rang  | Nation       | Or | Argent | Bronze | Total |
| ----- | ------------ | -- | ------ | ------ | ----- |
| 1     | Chine        | 4  | 0      | 0      | 4     |
| 2     | Corée du Sud | 2  | 4      | 2      | 8     |
| 3     | Canada       | 2  | 2      | 1      | 5     |
| 4     | États-Unis   | 0  | 2      | 4      | 6     |
| 5     | Italie       | 0  | 0      | 1      | 1     |
| Total | Total        | 8  | 8      | 8      | 24    |

## Postérité

### Couverture médiatique
Les Jeux de Vancouver sont couverts par 10 800 représentants des médias accrédités, dont 2 803 membres de la presse écrite. Le Service olympique de radiotélévision (OBS) assure la fonction de diffuseur hôte pour la première fois dans l'histoire des Jeux d'hiver. Les Jeux sont diffusés par 235 chaînes dans 220 pays, soit 20 pays de plus qu'à Turin en 2006. Au total, 900 heures de retransmissions en direct sont émises par OBS et les Jeux sont suivis par 3,5 milliards de téléspectateurs. Les droits de télédiffusion s'élèvent à un montant de 1,128 milliard de dollars canadiens, ce qui représente 823 millions d'euros. La chaîne américaine NBC, diffuseur exclusif aux États-Unis, a dépensé 820 millions de dollars canadiens, soit près de 73 % des droits totaux.
Au Canada, le pic d’audience pour l'ensemble des Jeux olympiques est atteint pour les finales du 1 000 m masculin, où concourent les deux frères Hamelin, avec 8,3 millions de téléspectateurs.

### Réutilisation des infrastructures
Le Pacific Coliseum est le plus grand bâtiment du quartier de Hastings Park à Vancouver. Après les Jeux olympiques, il est réutilisé pour accueillir des compétitions sportives, des concerts et des salons.

### Notoriété des patineurs
À la cérémonie de clôture des Jeux, on compte cinq porte-drapeaux patineurs de vitesse sur piste courte : Pieter Gysel pour la Belgique, Evgenia Radanova pour la Bulgarie, Han Yueshuang pour Hong Kong, Erika Huszar pour la Hongrie et Haralds Silovs pour la Lettonie.
Le succès de Wang Meng aux épreuves féminines cause un gain d'intérêt pour la discipline en Asie du Sud-Est. Le sport fait son apparition à Singapour et en Malaisie, les patineurs de ces pays partant s'entraîner en Chine dès qu'ils atteignent un niveau suffisant en raison du manque d'infrastructures locales.
Avec ses trois nouvelles médailles, Apolo Ohno devient le sportif américain le plus médaillé aux Jeux olympiques d'hiver, dépassant les patineurs de vitesse sur piste longue Eric Heiden et Bonnie Blair mais restant derrière l'Olympien d'été Michael Phelps.